# Tatenberger Schleuse
Die Tatenberger Schleuse ist eine Schleuse im Hamburger Bezirk Bergedorf. Die Schleuse befindet sich in der Dove Elbe in Tatenberg etwas oberhalb der Mündung der Dove Elbe in die Norderelbe. Sie ermöglicht es Wasserfahrzeugen bei unterschiedlichen Wasserständen, diese Wasserstraße zu befahren. Zusätzlich ist sie in den Hochwasserschutzdeich eingebunden und verhindert das Eindringen des Tidestroms.

## Lage
Die Schleuse befindet sich ungefähr 1,5 Kilometer östlich der Norderelbe in der Dove Elbe, einem Altarm der Elbe.

## Geschichte
Die Schleuse wurde zwischen 1949 und 1952 erbaut. Als Teil der Deichanlagen der Dove Elbe schützt sie seitdem das Umland vor Überschwemmungen und ermöglicht gleichzeitig einen tidenunabhängigen Binnenschifffahrtsverkehr nach Bergedorf. Das angebaute Siel ermöglicht die Regulierung des Wasserstands, was sich günstig auf die Wasserwirtschaft im Gebiet der Vierlande und Marschlande auswirkt.

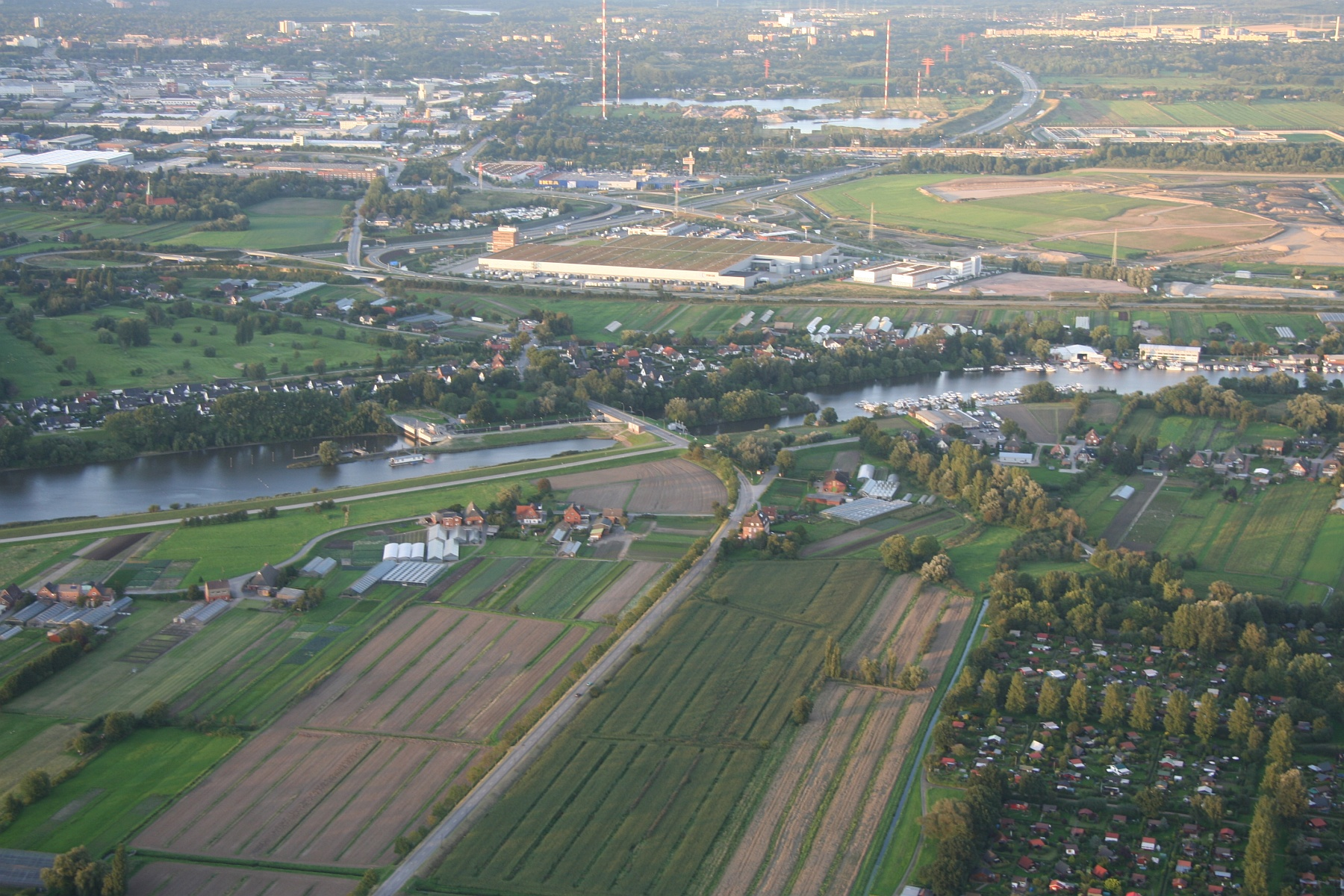
Luftaufnahme

## Betrieb
Die Schleuse wird von der Hamburg Port Authority betrieben. Sie durchgehend befahrbar und unterliegt keiner Betriebsruhe. In den Sommermonaten passieren täglich bis zu 200 Boote die Schleuse.